# Bulbophyllum pachyglossum
Bulbophyllum pachyglossum är en orkidéart som beskrevs av Rudolf Schlechter. Bulbophyllum pachyglossum ingår i släktet Bulbophyllum och familjen orkidéer. Inga underarter finns listade i Catalogue of Life.